# Biblioteca de localizaciones
Una biblioteca de localizaciones o archivo de localizaciones es una colección de información visual y de referencia, por lo general organizada por un sistema de numeración de serie, palabras claves descriptivas, ubicación geográfica (o casi siempre, una combinación de los anteriores) de los lugares, o lugares que pudieran utilizarse para filmaciones o sesiones fotográficas.
Una biblioteca de localizaciones puede ofrecer muchos servicios, incluidos contratos con la compañía de producción y la ubicación del dueño/agente, así como servicios de búsqueda de localizaciones. Si se necesita un lugar con ciertos criterios que no se encuentra en la biblioteca, la biblioteca puede, por lo general por un precio, proporcionar una búsqueda de exteriores que girará alrededor de una zona determinada (por lo general elegido por su ubicación geográfica, lo suficientemente cerca de la compañía de producción para mantener los costos bajos) y encontrar un lugar que no sólo se ajuste al briefing suministrado por la compañía de producción, sino también al presupuesto para el rodaje.
Una biblioteca de localizaciones puede incluir lugares de muchos tipos, incluyendo propiedades comerciales así como propiedades residenciales y por lo general, son capaces de ayudar a organizar una sesión en casi cualquier lugar, incluida en su biblioteca o no. No sólo puede una biblioteca de locaciones encontrar la ubicación para una sesión, pueden ayudar también con los permisos necesarios para el estacionamiento y el rodaje.
Las bibliotecas de localizaciones no son solo un recurso de ubicación para televisión y filmación de películas, son también una base de datos para fotografía publicitaria y sesiones para marcas y celebridades.
Los propietarios pueden registrar su propiedad en una biblioteca de localizaciones para ser valorada como espacio para alquiler comercial. Los requisitos para cualquier espacio es que tenga habitaciones de buen tamaño, lo suficientemente grandes como para acoger cómodamente a un equipo fotográfico de alrededor de 10 a 15 personas, luz natural, características interesantes, decoración, estilo de propiedad y muebles, lo que jugará un papel destacado en una propiedad para ser elegibles como una propiedad de localización. A los propietarios del espacio se les paga por el uso de su propiedad. Una sesión de fotos paga entre £ 500 y £ 1000 por día y una película, más de £ 1.200. (Tasas actuales desde 2014)